# スプリンクラー (山下達郎の曲)
「スプリンクラー」は、1983年9月28日に発売された山下達郎通算11作目のシングル。

## 解説
「スプリンクラー」は当初、シングルのみでリリースされた作品。曲の舞台は地下鉄の表参道駅。1986年11月のインタビューで“なぜ求愛の歌を作らないのか”と問われ、その回答として山下は「あれが象徴しているように“君なしでは生きられない”って言葉はいらないんですよ、それは僕にとっては必要のない言葉なの。愛情なんてものはそんなこと言うようになったらもう破綻しているっていうね、そういうような歌なんですよ。以心伝心みたいな盲目的な錯覚っていうことについてうたった歌なんですけどね、大袈裟に言えば。だからあれは女性不信に満ちてる、全面的にお前が悪いって」と、この曲の歌詞について触れていた。また、レコーディングではコンピューターを使ったテイクと全て人間が演奏したテイクの両方が試され、結果として出来の良い方として全て人間が演奏したテイクに決まった。アルバム『MELODIES』リリース直後に制作されたこの曲はリリース当時“夏男タツロー”らしくないと評判があまりよくなかったというが、詞・曲・演奏とも個人的にはとても気に入っていて、その後もライブのレパートリーとして取り上げられている。演奏の途中で登場する大正琴は、歌に絡んで何か印象的な音が欲しくて選定された。また、雨の音はスタジオに転がっていた太田裕美ライブ用素材テープの中の雨のSEが最高であったということでそのまま使われている。オリジナル・アルバム未収録だったため長い間廃盤となっていたが、後にベスト・アルバム『TREASURES』とオールタイム・ベスト『OPUS 〜ALL TIME BEST 1975-2012〜』にそれぞれ収録されたほか、元のマルチ・トラック・テープに色々と手を加えた山下本人曰く“むりやりのロング・ヴァージョン”が、ベスト・アルバム『RARITIES』に収録された。
この曲をアルバム『SUPER FOLK SONG』でカバーした矢野顕子は、同アルバムのライナーノートで「私の好きな山下達郎の曲にはどこか気弱なところがあります。基本的に、他の人に対して尊大にふるまいがちな私にとって、このようにDELICATEな曲を書くのはむずかしい。山下君、どんどん気弱な歌をつくって下さい。また歌うからね」と評している。
「PLEASE LET ME WONDER」はザ・ビーチ・ボーイズ1965年のアルバム『ザ・ビーチ・ボーイズ・トゥディ』収録曲のカヴァー。カヴァー曲は全てのパートを自分ひとりで演奏するというコンセプトを踏襲し、ベース以外のパートを山下自身が演奏している。この曲は後にサウンドトラック『BIG WAVE』に収録された。オリジナルに従って、エンディングに“I LOVE YOU”というセリフが入っているが、1984年放送の新春放談で番組中にこの曲を聴いた大滝詠一は「声が小さくない?」とコメントしていた。
ジャケットには鈴木英人のイラストがレイアウトされている。

## 収録曲

### SIDE A
1. スプリンクラー  –  (4:28)
  - 作詞 · 作曲 ⁄ 山下達郎
  - ©1983 SMILE PUBLISHERS INC.

### SIDE B
1. PLEASE LET ME WONDER  –  (3:04)
作詞 · 作曲 ⁄ BRIAN WILSON, MIKE LOVE

## クレジット
- PRODUCED & ARRANGED BY TATSURO YAMASHITA

## レコーディング

### スプリンクラー
| 山下達郎 : Electric Guitar, Acoustic Guitar, Electric Piano, Synthesizers, Glocken, Percussion, 大正琴 & Background Vocals |
| 青山純 : Drums |
| 伊藤広規 : Electric Bass                                                                                                   |
| 井上大輔 : Tenor Sax |
| |
| 吉田保 : Mixing Engineer                                                                                                   |

### PLEASE LET ME WONDER
| All instruments played by Tats Yamashita |
| Kohki Itoh – bass                        |
|                                          |
| ENGINEERED BY TAMOTSU YOSHIDA            |

## リリース日一覧
| 地域 | タイトル                              | リリース日    | レーベル         | 規格               | 品番     | 備考 |
| ---- | ------------------------------------- | ------------- | ---------------- | ------------------ | -------- | ---- |
| 日本 | スプリンクラー ⁄ PLEASE LET ME WONDER | 1983年9月28日 | MOON ⁄ ALFA MOON | 7"シングルレコード | MOON-710 |      |

## 収録アルバム

### スプリンクラー
| # | タイトル                         | リリース日     | レーベル                  | 規格        | 品番                                                  | 備考                                   |
| - | -------------------------------- | -------------- | ------------------------- | ----------- | ----------------------------------------------------- | -------------------------------------- |
| 1 | TREASURES                        | 1995年11月18日 | MOON ⁄ east west japan    | CD          | AMCM-4240                                             | ムーン・レーベル初のベスト・アルバム   |
| 1 | TREASURES                        | 1999年6月2日   | MOON ⁄ WARNER MUSIC JAPAN | CD          | WPCV-10028                                            | 品番改定によるイーストウエスト盤の再発 |
| 2 | OPUS 〜ALL TIME BEST 1975-2012〜 | 2012年9月26日  | MOON ⁄ WARNER MUSIC JAPAN | - 4CD - 3CD | - WPCL-11201/4【初回限定盤】 - WPCL-11205/7【通常盤】 | オールタイム・ベスト                   |

### PLEASE LET ME WONDER
| # | タイトル | リリース日    | レーベル         | 規格 | 品番       | 備考                                   |
| - | -------- | ------------- | ---------------- | ---- | ---------- | -------------------------------------- |
| 1 | BIG WAVE | 1984年6月20日 | MOON ⁄ ALFA MOON | LP   | MOON-28019 |                                        |
| 1 | BIG WAVE | 1984年6月20日 | MOON ⁄ ALFA MOON | CT   | MOCT-28012 | カセット同時発売。アナログLPと同内容。 |